# Товариство бойового духовенства
Товариство бойового духовенства — іранська ультраправа клерикалістська політична організація, що не є політичною партією в сучасному розумінні, але є найвпливовішою політичною силою в країні. Разом із вождем Ірану формує його тоталітарну систему.
Ніколи не було зареєстровано як політична партія; однак діє як роздроблена партія та активно діє на виборчій арені, змагаючись за голоси. Таким чином, воно вважається елітною партією і може бути клясифіковано як політична партія згідно з мінімалістичним визначенням Анджело Панебіанко. Традиційне консервативне клерикальне товариство було партією більшості в четвертому та п'ятому парляментах після Ісламської революції.

## Історія
Партія, коріння якої сягає ще далі, була таємно заснована групою ісламських священнослужителів у 1977 році для підготовки до повалення іранського шаха Мохаммада Рези Пехлеві. Це найстаріша клерикальна партія в сучасному Ірані. Членами-засновниками були Алі Хаменеї, сьогоднішній «Верховний лідер» Ісламської Республіки Іран, Мортеза Мотаххарі, Мохаммад Бехешті, Мохаммад-Джавад Бахонар, Алі-Акбар Рафсанджані та Мофатте.
З 1989 року товариство бойового духовенства з Алі Акбаром Рафсанджані забезпечувало іранського президента. Оскільки член-засновник Рафсанджані взяв менш революційний, прагматичний курс із підкреслено ліберальною політикою ринкової економіки під час свого другого терміну президентства, він дедалі частіше вступав у конфлікт із консервативними силами у своїй партії. У результаті з прихильників політики Рафсанджані виникла нова партія Каргозаран (Служники реконструкції), яка як прагматична сучасна права виступає за курс на відкриття, тоді як Товариство бойового духовенства продовжує відкидати такий крок. В результаті фракційних розбіжностей в уряді Міра-Хоссейна Мусаві з партії вийшла Асоціація бойового духовенства.
Співзасновник Мохаммад Реза Махдаві Кані був генеральним секретарем партії. На відміну від інших партій і груп в Ірані, товариство бойового духовенства не видає власної газети чи журналу.